# Adoretus subaenescens
Adoretus subaenescens är en skalbaggsart som beskrevs av Leon Fairmaire 1897. Adoretus subaenescens ingår i släktet Adoretus och familjen Rutelidae. Inga underarter finns listade i Catalogue of Life.